# Dvanáct velkých svátků
Tucet, či Dvanáct(ero) velkých svátků, rusky Двунадеся́тые пра́здники (taktéž дванадесятые праздники) je dvanáct nejvýznamnějších svátků v pravoslaví. Tyto svátky jsou zasvěceny pozemskému bytí Ježíše Krista a Bohorodice a patří mezi Velké svátky, v typikonu jsou označené červeným křížkem v uzavřeném kruhu . Mají „předsvátek“, „posvátek“ a závěrečné sváteční shromáždění.
V Rusku byly až do roku 1925 také občanskými svátky.

## Pořadí a typ svátků
Dvanáctero svátků (chronologicky podle církevního roku, který začíná 1.jul. (14.greg.) září):
- Narození přesvaté Bohorodice — 8.jul. (21.greg.) září;
- Povýšení svatého Kříže — 14.jul. (27.greg.) září;
- Uvedení přesvaté Bohorodice do chrámu — 21. listopadujul. (4. prosincegreg.);
- Narození Páně — 25. prosincejul. (7. lednagreg.);
- Křest Páně — 6.jul. (19.greg.) ledna;
- Uvedení Páně do chrámu — 2.jul. (15.greg.) února;
- Zvěstování Přesvaté Bohorodice — 25. březnajul. (7. dubnagreg.);
- Příchod Páně do Jeruzaléma — neděle před Paschou — pohyblivý;
- Nanebevstoupení Páně — 40. den po Pasše, vždy ve čtvrtek — pohyblivý;
- Den Svaté Trojice — 50. den po Pasše, vždy v neděli — pohyblivý;
- Proměnění Páně — 6.jul. (19.greg.) srpna;
- Zesnutí přesvaté Bohorodice — 15.jul. (28.greg.) srpna.

Většina z dvanácti velkých svátků je nepohyblivých, tzn., mají pevné datum. Podle oslavované osoby se dvanáct svátků dělí na Svátky Páně a Svátky Bohorodice, kdy svátky Páně stojí na vyšším stupni než svátky Panny Marie. V bohoslužbách se to projevuje následujících způsobem: připadají-li svátky Páně na neděli, pak se zpívá pouze jedna sváteční liturgie, nedělní se neslouží, a ve svátky Panny Marie se nejprve slouží obyčejná nedělní. Kromě toho mají všechny svátky Páně vlastní sváteční antifony, které se zpívají při bohoslužbě v samotný den svátku. Velké prokimeny (zpívají se při večerní v den samotného svátku).

## Ikonografie
V chrámech, kde je úplný ikonostas, je zvykem rozmisťovat ikony dvanácti svátků ve druhé řadě zdola, mezi místní a deisisovou řadou. Je-li chrám zasvěcen některému z velkých dvanácti svátků, pak bývá odpovídající ikona i v místní řadě.